# Дубровское сельское поселение (Еловский район)
Дубровское се́льское поселе́ние — муниципальное образование в Еловском районе Пермского края Российской Федерации.
Административный центр — село Дуброво.

## История
Статус и границы сельского поселения установлены Законом Пермской области от 10 ноября 2004 года № 1761-364 «Об утверждении границ и о наделении статусом муниципальных образований Еловского района Пермской области»

## Население
| 2010 | 2012  | 2013  | 2014  | 2015 | 2016 | 2017 |
| ---- | ----- | ----- | ----- | ---- | ---- | ---- |
| 1160 | ↘1084 | ↘1054 | ↘1007 | ↘968 | ↘955 | ↘936 |
| 2018 | 2019  | 2020  |       |      |      |      |
| ↘912 | ↘878  | ↘847  |       |      |      |      |

## Состав сельского поселения
| № | Населённый пункт | Тип населённого пункта       | Население |
| - | ---------------- | ---------------------------- | --------- |
| 1 | Дуброво          | село, административный центр | 721       |
| 2 | Зоново           | деревня                      | 26        |
| 3 | Паньково         | деревня                      | 32        |
| 4 | Плишкино         | деревня                      | 118       |
| 5 | Шульдиха         | деревня                      | 263       |